# Пиноцитоз
Пиноцито́зные пузырьки (от др.-греч. πίνω — пью, впитываю и κύτος — вместилище, здесь — клетка) — 1) захват клеточной поверхностью жидкости с содержащимися в ней веществами; 2) процесс поглощения и внутриклеточного разрушения макромолекул. Один из основных механизмов проникновения в клетку высокомолекулярных соединений, в частности белков и углеводно-белковых комплексов.

## Открытие пиноцитоза
Явление пиноцитоза открыто американским учёным У. Льюисом в 1932 г.

## Процесс пиноцитоза
При пиноцитозе на плазматической мембране клетки появляются короткие тонкие выросты, окружающие капельку жидкости. Этот участок плазматической мембраны впячивается, а затем отшнуровывается внутрь клетки в виде пузырька. Методами фазово-контрастной микроскопии и микрокиносъёмки прослежено формирование пиноцитозных пузырьков диаметром до 2 мкм. В электронном микроскопе различают пузырьки диаметром 0,07—0,1 мкм (микропиноцитоз). Пиноцитозные пузырьки способны перемещаться внутри клетки, сливаться друг с другом и с внутриклеточными мембранными структурами. Наиболее активный пиноцитоз наблюдается у амёб, в эпителиальных клетках кишечника и почечных канальцев, в эндотелии сосудов и растущих ооцитах. Пиноцитозная активность зависит от физиологического состояния клетки и состава окружающей среды. Активные индукторы пиноцитоза — γ-глобулин, желатин, некоторые соли.